# Herb powiatu nakielskiego
Herb powiatu nakielskiego – jeden z symboli powiatu nakielskiego, ustanowiony 27 czerwca 2002.

## Wygląd i symbolika
Herb przedstawia na tarczy w polu czerwonym pół czarnego byka i pół białego orła, zwieńczone wspólną złotą koroną.